# Masacre de Múnich
La masacre de Múnich u Operación Ikrit y Biraam fue un atentado terrorista ocurrido durante los Juegos Olímpicos de 1972 en Múnich, Baviera, al sur de Alemania Occidental, cuando once miembros del equipo olímpico israelí fueron tomados como rehenes y asesinados por un comando del grupo terrorista Septiembre Negro, una facción de la Organización para la Liberación de Palestina, liderada entonces por Yasir Arafat. Poco después del comienzo de la crisis, los miembros del comando demandaron la liberación de 234 prisioneros alojados en cárceles israelíes, así como de los fundadores de la Fracción del Ejército Rojo, Andreas Baader y Ulrike Meinhof, encarcelados en Alemania.
Los atacantes, que contaron con asistencia logística de grupos alemanes neonazis, asesinaron a once atletas y entrenadores israelíes y a un oficial de la policía de Alemania Occidental. Cinco de los ocho miembros de Septiembre Negro resultaron muertos por la Policía durante el fallido intento de rescate de los rehenes. Los tres secuestradores que sobrevivieron fueron detenidos, pero liberados 53 días después tras el secuestro de un avión de Lufthansa. Israel respondió a los asesinatos organizando las operaciones Primavera de Juventud y Cólera de Dios, con el objetivo de castigar a todos los responsables de la masacre.

## Antecedentes
Al momento de producirse la toma de rehenes, los Juegos Olímpicos de Múnich 1972 transcurrían en su segunda semana. El Comité Olímpico Alemán, organizador del evento, se había propuesto como objetivo que la atmósfera de la villa olímpica fuese abierta y amistosa. Buscaban dejar atrás la imagen de los Juegos Olímpicos de Berlín 1936, explotados por la propaganda nacionalsocialista del régimen de Adolf Hitler. El documental Un día en septiembre da a entender que el dispositivo de seguridad en torno a la villa fue leve a propósito y que los atletas podían entrar y salir presentar credenciales. Varios atletas eludieron los puntos de control y escalaban el cerco perimetral.
La ausencia de personal de seguridad armado había sido motivo de preocupación para el titular de la delegación israelí, Shmuel Lalkin, antes de la llegada del equipo olímpico a Alemania. En entrevistas posteriores dadas a los periodistas Serge Groussard y Aron Klein, Lalkin declaró haber comunicado su intranquilidad a las autoridades alemanas. El equipo israelí se hospedaría en un sector un tanto aislado del resto, en un pequeño edificio cercano al alambrado, por lo que Lalkin entendía que los atletas se encontrarían en una situación vulnerable respecto de un asalto desde el exterior. Las autoridades habrían aseguraron a Lalkin que se proveería de seguridad adicional a la delegación israelí, pero Lalkin expresaría que dudaba de eso.
Los organizadores consultaron al especialista forense germano-occidental Georg Sieber para que creara veintiséis posibles escenarios de ataques terroristas y colaborase en su prevención. El «escenario 21» previsto por Sieber contemplaba una situación de asalto a las habitaciones de la delegación israelí por parte de un comando terrorista que a su vez requeriría la provisión de un avión para abandonar Alemania. La organización se resistió a la aplicación del escenario 21, ya que iba contra la imagen de «juegos felices» que buscaban, por lo que se negaron a aumentar la seguridad.

## Desarrollo

### El asalto

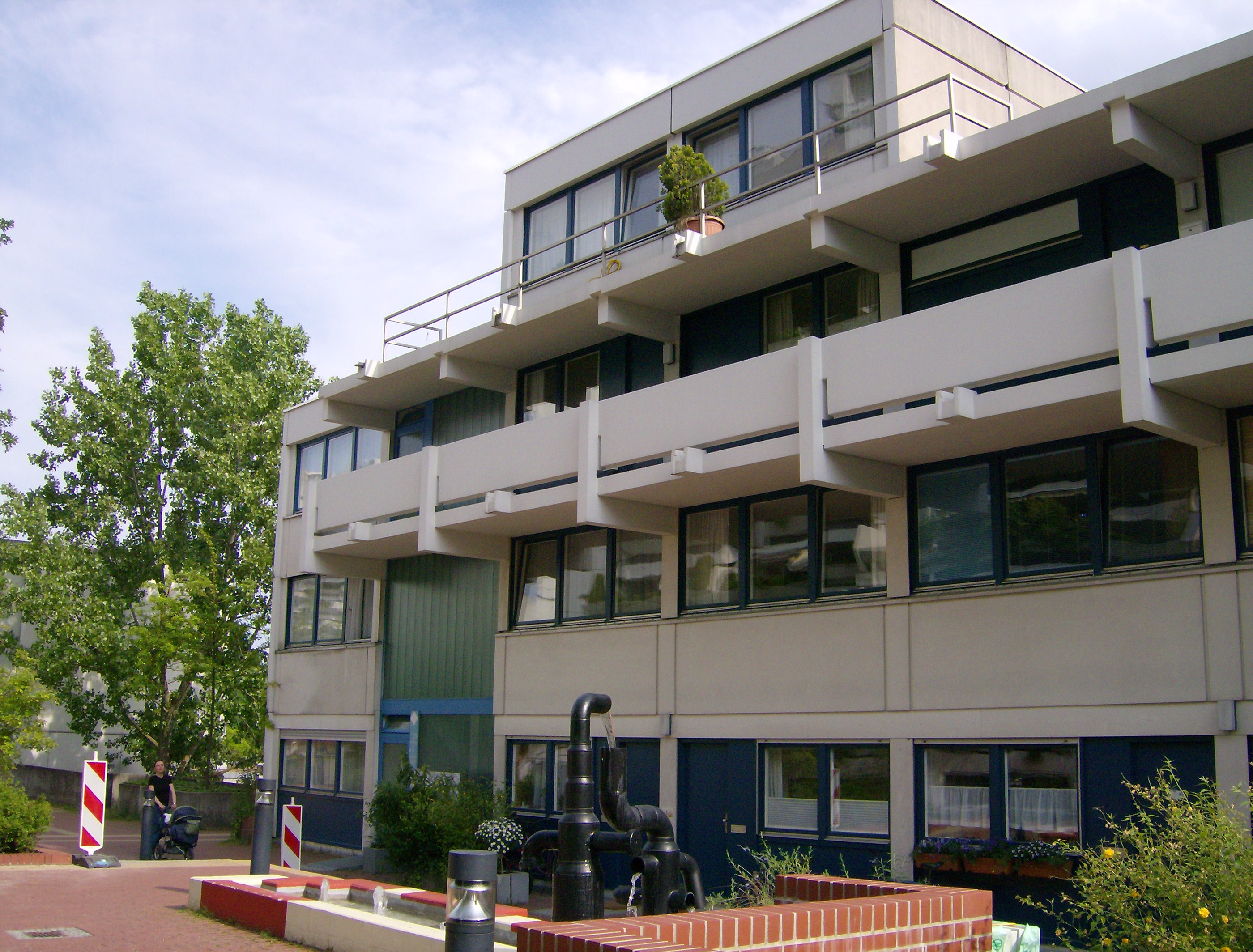
Vista frontal del apartamento de la villa olímpica donde se alojaba la delegación israelí y donde fueron retenidos.

En la noche del 4 de septiembre, los atletas israelíes habían disfrutado de una salida por la ciudad antes de regresar a la villa. Hacia las 4:40 del día 5, mientras dormían, ocho miembros del grupo terrorista palestino Septiembre Negro, vestidos con trajes deportivos, llevando pistolas y granadas en bolsas de deporte, escalaban la reja de dos metros que rodeaba el complejo. Fueron ayudados por deportistas del equipo estadounidense que desconocían su verdadera identidad y creían que, como ellos, querían acceder a sus apartamentos tras una noche de diversión.
El entrenador del equipo de lucha, Moshé Weinberg, de 33 años, oyó un ruido en la puerta del primer apartamento, observó que alguien abría apenas la puerta. Se abalanzó dando un grito de alerta, mientras intentaba cerrarla forcejeó con los terroristas, que tenían sus pies en la otra pared y utilizaban sus fusiles como palancas. En la confusión, nueve atletas pudieron escapar; otros ocho se ocultaron. El luchador Yossef Romano forcejeó con un atacante y le arrebató su arma, pero resultó muerto por un disparo. Weinberg recibió un tiro en la cara que le atravesó las mejillas cuando intentó atacar a un terrorista con un cuchillo de fruta y fue obligado a conducirles a los otros apartamentos. El israelí descartó el apartamento n.º 2 y los llevó directo al n.º 3, donde se alojaban los más fuertes, creyendo que podrían reducirlos. Sin embargo, sorprendidos durmiendo, no lograron oponer resistencia. Weinberg aprovechó para asestar un puñetazo a uno de los palestinos, le dislocó la mandíbula. Otro fedayín entró en pánico y le disparó. Su cuerpo fue dejado fuera del edificio.
Tras esa muerte, los terroristas tomaron como rehenes a nueve: David Berger, Ze'ev Friedman, Joseph Gutfreund, Eliezer Halfin, André Spitzer, Amitzur Shapira, Kehat Shorr, Mark Slavin y Yakov Springer.
Los secuestradores eran fedayínes palestinos procedentes de campos de refugiados de Siria, Líbano y Jordania. El grupo comando estaba compuesto por Luttif Afif (líder; tres de sus hermanos eran miembros de Septiembre Negro; dos estaban presos en Israel), Yusuf Nazzal (Tony), Afif Ahmed Hamid, Khalid Jawad, Ahmed Chic Thaa, Mohammed Safady, Adnan Al Gashey y su sobrino Jamal Al-Gashey.

### Negociaciones

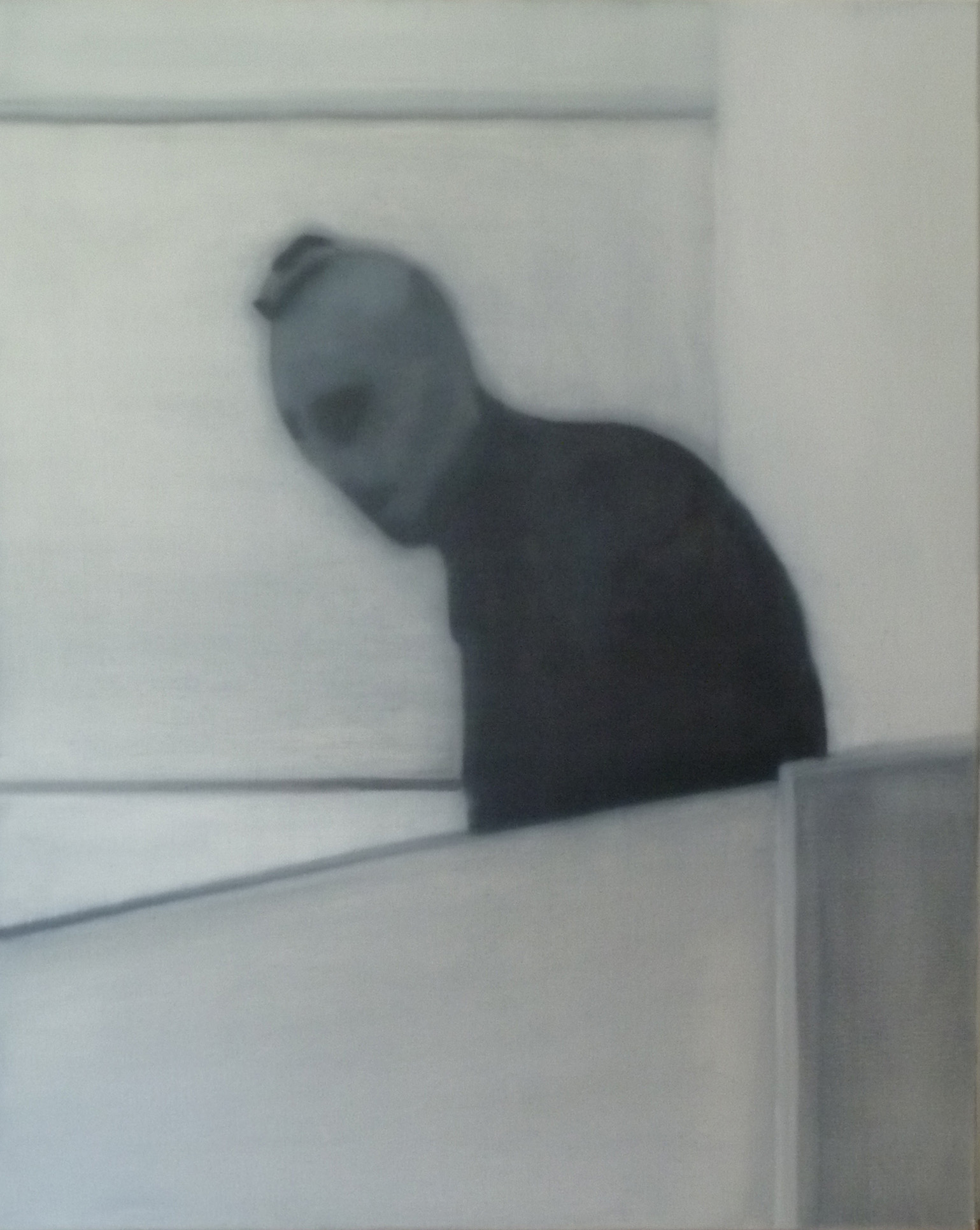
Pintura que representa una de las imágenes más icónicas del secuestro y asesinato de 11 atletas israelíes en las Olimpiadas de Múnich de 1972.

Poco después de las 06:00, los secuestradores lanzaron por la ventana los documentos que contenían sus demandas, aclarando que, de no ser cumplidas antes de las 09:00, un atleta sería ejecutado. El jefe de policía de Múnich, Manfred Schreiber, se personó y encontró a una joven guardia de seguridad hablando con un hombre de traje de safari blanco, un sombrero del mismo color y su cara ennegrecida con betún, quien se identificó como Issa. El Ministro del Interior, Hans-Dietrich Genscher y el intendente de la Villa Olímpica, Walther Tröger, llegaron minutos después y se le unieron para negociar. Genscher intentó explicarles a los palestinos la particular delicadeza de la situación en la que se encontraban debido a la historia reciente de Alemania, y se ofreció como rehén voluntario a cambio de los israelíes. Sin embargo, Issa se negó, alegando que la cuestión no se trataba de dinero o rehenes sustitutos, sino de los 236 presos.
Entretanto, un periodista de la República Democrática Alemana, Wolfgang Gitter, había logrado acceder a los apartamentos del equipo de su país y estableció contacto visual con los terroristas. «Cinco hombres armados sonríen a Gitter», figura en la cronología de eventos redactada por la Stasi, que había infiltrado a decenas de sus espías en las Olimpíadas. Por la ventana se asomaba Tony, el lugarteniente de Issa y apodado el Vaquero, dado que en todo momento llevó puesto un sombrero gris de ala ancha.

«En un momento dado, otro hombre más joven con pelo negro rizado y una camisa roja aparece en la puerta del balcón del segundo piso, y otro vestido de forma similar, llevando un revólver. También una persona con un saco azul oscuro puede verse parcialmente en una escalera y una habitación del primer piso». Cuando otros alemanes orientales los fotografían, «el 'Vaquero' guiña un ojo y toca su revólver, sin desenfundarlo. Dice 'no me gusta eso', pero les da a entender que el equipo de la RDA no tiene nada que temer».

Los árabes comprendieron que el plazo fijado por ellos era irracional debido a que era preciso notificar a Israel de la situación, esperar que el gobierno deliberase y, en caso de una respuesta afirmativa por parte de Tel Aviv, ubicar los expedientes de todos y cada uno de los reos y efectivizar su liberación. Issa extendió el límite hasta el mediodía. Sin embargo, las 11:15 Israel comunicó al gobierno de la RFA que no habría negociación. Para conseguir tiempo, Schreiber hizo saber a los palestinos que aún no habían obtenido respuesta y que «si querían matar a uno o a cinco no podrían hacer nada para detenerlos». Issa le concedió una hora, aunque la atmósfera estaba lo bastante calma como para que el líder terrorista bebiese una gaseosa en la entrada del edificio, mientras que Tony (Nazzal) fumaba y se bronceara en la ventana del primer piso. Issa comentó a su interlocutora que, si no había noticias de Israel antes de las 13:00, quería que la prensa le tomara declaración y atestiguara la ejecución de dos atletas.
Schreiber se dirigió de vuelta al edificio y reconoció que aún no había progreso por parte del gobierno israelí para excarcelar a los 236 presos. Aun así, hizo saber al comando que Alemania había liberado a Andreas Baader y Ulrike Meinhof. Issa le concedió otras dos horas y pidió comida «para unas veinte personas». En ese momento, los alemanes decidieron entrar en acción: los alimentos fueron distribuidos en cuatro cajones, de tal manera que se necesitaran más personas para llevarlos arriba. Se preveía que dos policías disfrazados de cocineros entraran, contaran a los terroristas y verificaran la condición de los atletas. Sin embargo, anticipándose al plan, Issa insistió en llevar la comida él mismo. Merck, por su parte, partió en busca del embajador de Túnez, que también oficiaba como líder de la Liga Árabe. Ambos le exhortaron a que «muestre al mundo que los palestinos no son asesinos». Issa extendió el plazo hasta las 17:00, aunque era consciente de que era engañado.
A medida que pasaban las horas, el Comité Olímpico Internacional veía aumentar el descontento popular y la presión internacional exigiendo la suspensión indefinida de los Juegos, la cual no se produjo sino hasta las 15:30. El periodista israelí Dan Shilon afirmó que los medios de comunicación tuvieron una perspectiva muy cínica y se interesaron más por la audiencia que generaba la toma de rehenes que por la vida de ellos.
En este punto, los fedayines habían logrado el objetivo de hacer pública la causa palestina a lo largo del globo. Hacia las 16:20, la multitud en la Villa Olímpica era de entre 75 000 y 80 000 personas. Mientras Tony hacía el signo de la victoria desde la ventana del primer piso, Issa se ponía cada vez más nervioso y pensaba qué hacer con los israelíes. Pese a esta fachada, los palestinos sabían que no podrían mantenerse alerta y ocupar el edificio por mucho más tiempo. Issa había comentado a la oficial que desconfiaba de Schreiber y que los alemanes «estaban jugando con él».
Los alemanes también intentaron otro intercambio: los negociadores propusieron entregarse como rehenes sustitutos y acompañarían a los palestinos a cambio de que en un par de meses Israel dipusiece una liberación discreta de unos cincuenta presos. La propuesta tomó por sorpresa a Issa, quien decidió consultar con sus superiores de Septiembre Negro. Telefoneó a un hombre llamado Talal, quien se suponía en Túnez. Sin embargo, desconocía que este había sido detenido en el aeropuerto por carecer de visado y el teléfono fue atendido por otro Talal, quien no entendía por qué alguien lo llamaba desde Múnich y le hablaba en código. Issa creyó que el teléfono podía estar siendo intervenido y colgó. Esperó y llamó de nuevo, el Talal equivocado atendió otra vez e Issa se rindió. Les informó a los alemanes que la propuesta había sido rechazada. Aun así, no iban a permitir que los fedayines se salieran con la suya: se decidió asaltar el edificio. Debido a las restricciones de posguerra impuestas por los Aliados, el ejército alemán tenía prohibido movilizarse en tiempos de paz, de modo que la responsabilidad de las vidas de los atletas recayó en la policía de Múnich.
Operación Sonnenschein
Un escuadrón de 38 miembros del Bundesgrenzschutz —la guardia fronteriza alemana—, disfrazados de atletas, usando cascos Stahlhelm y llevando subfusiles Walther MPL, tomaron posiciones en el techo del Connollystraße 31 y los edificios adyacentes. Debían esperar a oír la palabra Sonnenschein por radio para introducirse en los conductos de ventilación y eliminar a los terroristas. Sin embargo, dado que las cámaras de televisión filmaban desde todos los ángulos el acontecimiento, sumado al hecho de que los apartamentos disponían de televisores, los terroristas pudieron ver en vivo los movimientos de los policías por encima de ellos. La orden de atacar nunca llegó y los efectivos debieron retirarse. La Operación Sonnenschein había fracasado.
A las 18:00, los palestinos exigieron ser llevados a Egipto en avión. Según Jamal al-Gashey, único fedayín sobreviviente, tenían instrucciones de no permitir que la ocupación del apartamento se extendiera por más de 24 horas, de manera que, en caso de no llegarse a una solución en la villa olímpica, la idea era “llegar a un país árabe con buenas relaciones con Occidente y seguir desde allí las negociaciones por la liberación de los atletas israelíes”.

### Rescate fallido
Las autoridades fingieron estar de acuerdo con la demanda de ir a El Cairo (aunque el primer ministro egipcio Aziz Sedki ya había manifestado que Egipto no se implicaría). Dos helicópteros militares UH-1H iban a transportar a los terroristas y rehenes a la base aérea de Fürstenfeldbruck. El plan de los palestinos era ir al aeropuerto internacional de Riem, cerca de Múnich, pero los negociadores les convencieron de que Fürstenfeldbruck sería más práctico. Las autoridades, que siguieron a los fedayines y rehenes en un tercer helicóptero, tenían un motivo oculto: un asalto armado en el aeropuerto. Un Boeing 727 fue colocado en la pista, con cinco o seis policías armados y disfrazados como tripulantes. Se acordó que Issa y Tony inspeccionarían el avión. El plan era que los alemanes los reducirían mientras abordaban, dando a los francotiradores la oportunidad de matar a los terroristas restantes en los helicópteros.
Al darse cuenta de que los palestinos y los israelíes debían caminar 200 metros a través de las calles subterráneas de la villa olímpica para llegar a los helicópteros, la policía alemana vio otra oportunidad para emboscar a los terroristas, y apostaron francotiradores. No obstante, Issa insistió en revisar el camino y algunos fedayines se adentraron utilizando a Schreiber, Tröger y Genscher como escudos. En ese momento, los policías que estaban posicionados detrás de los autos estacionados en las calles laterales se alejaron, por lo que el ruido alertó a los terroristas, quienes decidieron utilizar un autobús en vez de caminar. El autobús llegó a las 22:00 y transportó al contingente a los helicópteros. Issa los revisó con una linterna antes de embarcar en grupos.
Los alemanes habían presupuesto todo el tiempo que el comando palestino estaba integrado por solo «cuatro o cinco» terroristas, de acuerdo con lo que Genscher y Tröger habían visto en el interior del Connollystraße 31. Sin embargo, durante el traslado desde el ómnibus a los helicópteros, el equipo de crisis descubrió que en realidad eran ocho. Esta información nunca fue recibida por los francotiradores.
Los cinco francotiradores alemanes que fueron escogidos para emboscar a los secuestradores habían sido seleccionados porque practicaban tiro los fines de semana. Durante la investigación posterior, el oficial identificado como "francotirador nº 2" declaró: «Yo creo que no soy un francotirador». Los cinco tiradores fueron desplegados alrededor del aeropuerto: tres en el techo de la torre de control, uno escondido detrás de un camión de servicio y uno detrás de una pequeña torre de la señal en tierra. Ninguno tenía formación, tampoco disponían de armamento adecuado —estaban equipados con el Heckler & Koch G3, el fusil de asalto estándar de las fuerzas armadas alemanas—, equipo protector, radios ni visión nocturna. Schreiber, su segundo al mando, Genscher y Merck supervisaron el intento de rescate desde la torre de control.
Tanto Cooley como Reeve y Groussard sitúan la presencia del jefe del Mossad Zvi Zamir y de Víctor Cohen, un asesor de alto rango de Zamir, como observadores. Este último señaló en reiteradas entrevistas que nunca fue consultado por los alemanes durante el intento de rescate y que él pensaba que su presencia les incomodaba.
En el último momento, viendo que los helicópteros se aproximaban a Fürstenfeldbruck, los efectivos a bordo del avión votaron abandonar su misión sin consultar al comando central. Esto dejó a los cinco tiradores en desventaja frente a un grupo más grande y mejor armado. El coronel Ulrich Wegener, edecán de Genscher y futuro creador de la unidad antiterrorista de élite alemana GSG 9, manifestó: «¡Estoy seguro de que con esto va a explotar todo el asunto!».
Los helicópteros aterrizaron después de las 22:30; los cuatro pilotos y seis de los secuestradores salieron. Cuatro miembros de Septiembre Negro redujeron a los pilotos a punta de pistola (rompiendo una promesa de no tomar ningún rehén alemán). Issa y Tony se acercaron a inspeccionar el avión, solo para encontrarlo vacío. Al darse cuenta de que habían sido engañados, corrieron de vuelta hacia los helicópteros. Mientras pasaban al lado de la torre de control, el francotirador 3 tuvo una última oportunidad para eliminar a Issa, que habría dejado el grupo sin líder. Sin embargo, la mala iluminación le impidió ver a su objetivo y su disparo impactó en el muslo de Tony. Hacia las 23:00, los alemanes dieron la orden de abrir fuego.
En el caos que siguió, Ahmed Chic Thaa y Afif Ahmed Hamid, los dos secuestradores que retenían a los pilotos de helicópteros, fueron muertos mientras que los restantes —es posible que heridos— se cubrieron, contestando el fuego por detrás y por debajo de los helicópteros, y fuera de la línea de visión de los francotiradores, disparando a muchas de las luces del aeropuerto. Un policía alemán en la torre de control, Anton Fliegerbauer, fue alcanzado por una bala perdida. Los pilotos de los helicópteros huyeron. Los rehenes, en cambio, no pudieron hacerlo debido a que se encontraban atados. Algunas de las cuerdas serían encontradas mordidas finalizado el tiroteo.
Los alemanes no habían coordinado el apoyo de vehículos blindados, solo en este punto se contactó por radio a Múnich pidiendo su envío. Puesto que las rutas hacia el aeropuerto no se habían despejado, los blindados quedaron atascados y llegaron recién cerca de la medianoche. Con su aparición, los secuestradores sintieron el cambio en el statu quo, y es posible que entraran en pánico al pensar en el fracaso de su operación. 
A las 0:04 del 6 de septiembre, un fedayín, es probable que Issa, fusiló a los rehenes del helicóptero oriental. Springer, Halfin y Friedman murieron; Berger recibió dos disparos en la pierna y se cree que habría sobrevivido al ataque inicial, ya que su autopsia determinó que había muerto por inhalación de humo. El terrorista lanzó una granada a la cabina. La explosión destruyó el helicóptero e incineró los israelíes atados en su interior.
Issa corrió por la pista y comenzó a disparar contra la policía, que lo acribilló. Khalid Jawad intentó escapar y fue abatido por uno de los francotiradores. Lo que pasó con los demás rehenes sigue siendo motivo de controversia. Una investigación alemana indicó que la policía pudo haber disparado por accidente a algunos rehenes y a uno de sus francotiradores. Sin embargo, una reconstrucción de la revista Time del suprimido informe del fiscal de Baviera indica que un tercer secuestrador –Adnan Al Gashey, según Reeve– se situó en la puerta del helicóptero occidental y ametralló a los cinco rehenes restantes. Gutfreund, Shorr, Slavin, Spitzer y Shapira recibieron un promedio de cuatro tiros cada uno. Solo el cuerpo de Zeev Friedman estaba casi intacto, expulsado del helicóptero por la explosión. La causa de la muerte de los rehenes en el helicóptero oriental era difícil de establecer debido a que el resto de los cadáveres quedaron casi irreconocibles debido a la explosión y al incendio.
Tres de los que quedaban yacían en el suelo; uno, haciéndose el muerto, fueron capturados por la policía. Jamal Al Gashey había recibido un disparo en la muñeca derecha, Mohammed Safady había sufrido una herida superficial en la pierna y Adnan Al Gashey había resultado ileso. Yusuf Nazzal huyó, pero fue rastreado con perros policía unos cuarenta minutos más tarde en un estacionamiento. Acorralado y bombardeado con gases lacrimógenos, fue abatido después de un breve tiroteo. Para la 01:30, la batalla había terminado.

### Resultado
En un principio, la historia pareció escribirse prematuramente. Reuters anunció que todos los rehenes habían sido liberados y el portavoz del gobierno bávaro, Conrad Ahlers, aseguró que la operación había sido un éxito rotundo: 

«Estoy muy contento de que, por lo que podemos ver hasta ahora, esta acción policial fue un éxito. Por supuesto, es una lamentable interrupción de los Juegos Olímpicos, pero si todo sale como esperamos que salga... Creo que va a ser olvidado dentro de pocas semanas.»

La noticia llegó a Israel, donde Golda Meir brindó con su gabinete y llamó en persona a las familias de los rehenes.
Sin embargo, con el correr de los minutos la información proveniente de Fürstenfeldbruck se volvía cada vez más contradictoria y confusa. El jefe de prensa de las Olimpiadas, Hans Klein, quien reportaba periódicamente la situación desde el aeródromo, comentó a las 00:25 al periodista Jim McKay: 

«Estamos temiendo que la información dada hasta ahora sea demasiado optimista».

A las 03:24, tras dieciséis horas de transmisión ininterrumpida, Jim McKay anunciaba la muerte de todos los atletas: 

«Acabo de recibir la última información. Mi padre solía decir que nuestras más grandes esperanzas y nuestros peores temores rara vez se vuelven realidad. Nuestros peores temores se han vuelto realidad esta noche. Nos han dicho que había once rehenes. Dos fueron asesinados en sus habitaciones esta ma... ayer por la mañana [sic]. Nueve fueron asesinados en el aeropuerto esta noche. Todos se han ido».

## Impacto en los Juegos
La suspensión de la competición olímpica duró apenas veinticuatro horas, a pesar de que varias personalidades pidieron su cancelación. El presidente del Comité Olímpico Internacional, Avery Brundage, y otros miembros del COI decidieron que los terroristas no podían condicionar la celebración de los juegos con unas famosas y a la vez polémicas palabras pronunciadas durante la ceremonia de conmemoración de las víctimas celebrada al día siguiente: «Los juegos deben continuar». Al monumento conmemorativo por los muertos que se celebró en el estadio olímpico asistieron 80 000 espectadores y 3000 atletas. Ninguna referencia a los deportistas asesinados hizo Brundage durante su discurso, en que elogiaba la fuerza del movimiento olímpico. Este hecho enfureció a los israelíes y a muchos de los presentes.
Como muestra de duelo, durante el acto, la bandera olímpica se izó a media asta junto con la mayoría de las banderas nacionales presentes, a excepción de los países árabes, los cuales exigieron que sus enseñas ondeasen en lo alto del mástil, dado que las naciones árabes lo veían como una claudicación frente a Israel.
El 7 de septiembre, el equipo olímpico israelí abandonó Múnich, con especial protección de las fuerzas de seguridad. Lo mismo hizo el equipo egipcio, por temor a posibles represalias.
Los familiares de las víctimas solicitaron al COI levantar un monumento permanente en memoria de los atletas fallecidos, pero éstos declinaron la petición, alegando que el hecho de hacer una referencia explícita a las víctimas podría enojar al resto de la comunidad olímpica.

## Consecuencias

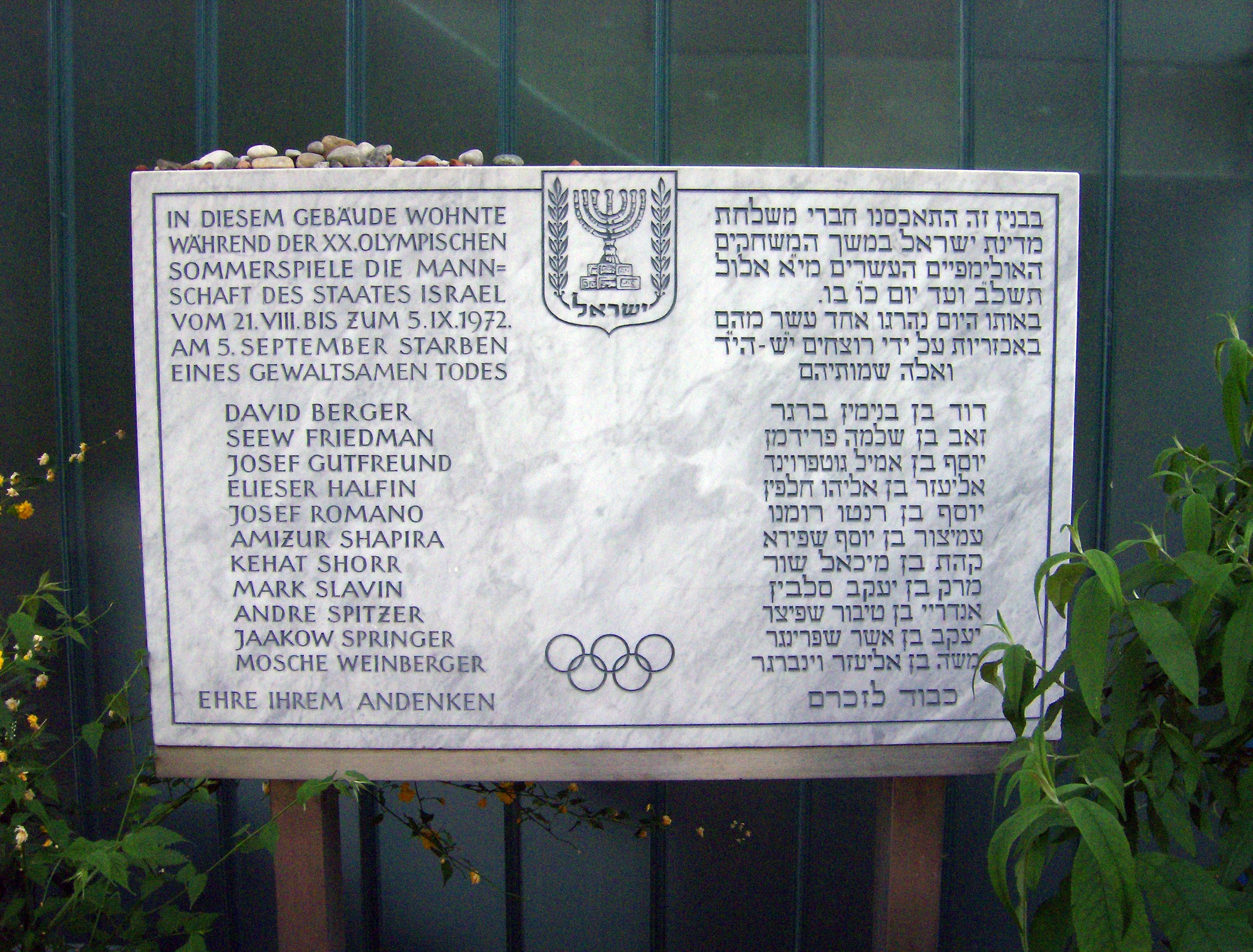
Placa conmemorativa en el edificio de los atletas israelíes. La inscripción en los idiomas alemán y hebreo reza: «En este edificio vivió durante los XX Juegos Olímpicos de Verano el equipo de Israel del 21 de agosto al 5 de septiembre de 1972. El 5 de septiembre fallecieron por muerte violenta [lista de las víctimas] Honor a su memoria».

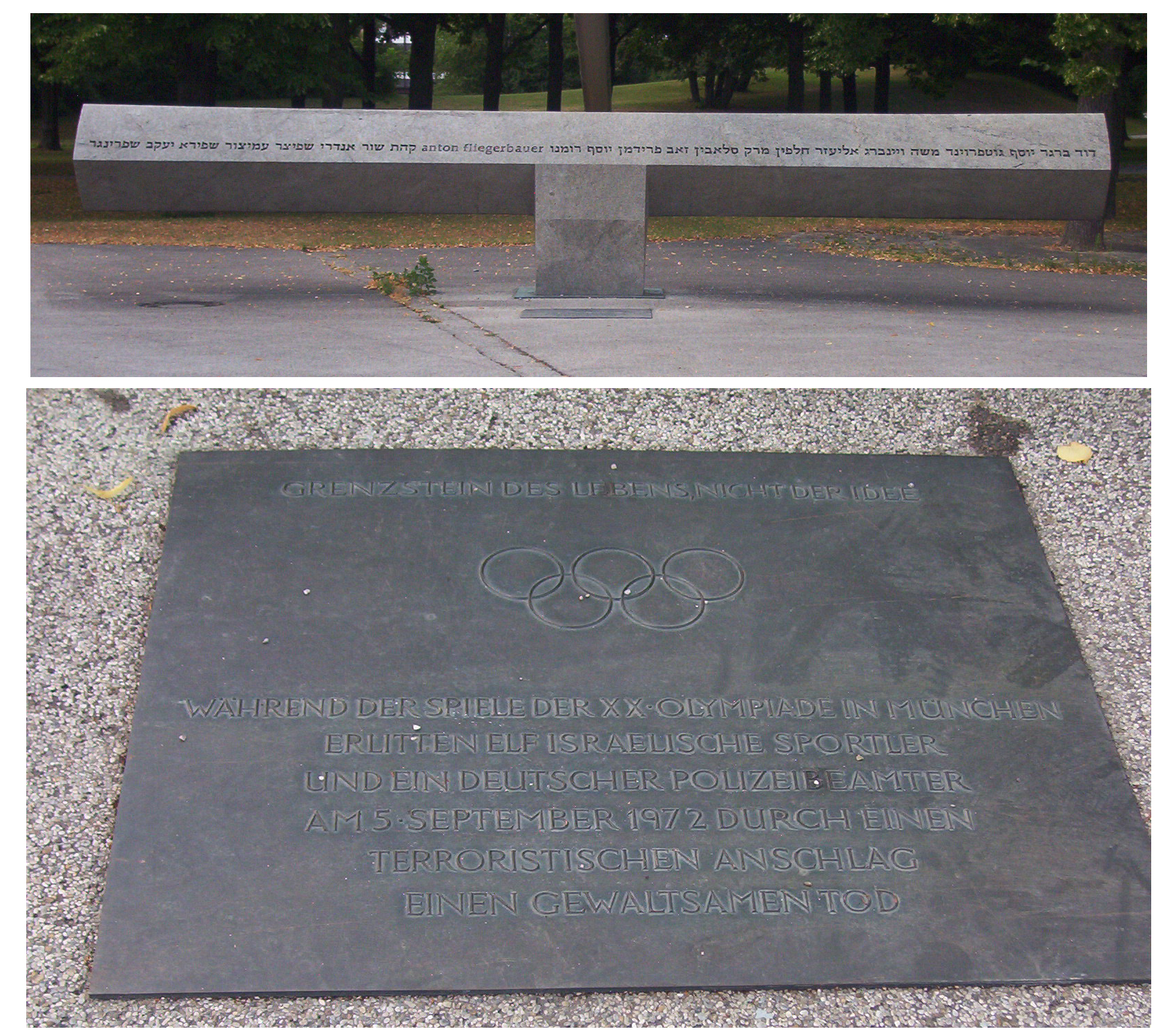
Monumento y panel para las víctimas del atentado en el sitio del Parque Olímpico en Múnich.

El mismo 5 de septiembre, la entonces primera ministra de Israel, Golda Meir, instó al resto de naciones a condenar el barbárico acto criminal. El ataque fue condenado por todo el mundo, incluidos significativos árabes como el rey Hussein I de Jordania.
Los cadáveres de los cinco fedayines fueron enviados a Libia, donde recibieron funeral de héroes, enterrados con honores militares. Las autoridades alemanas encarcelaron a los tres sobrevivientes y, tan solo días después, crearon la unidad antiterrorista GSG9 para dar una respuesta contundente en futuras acciones de rescates de rehenes.
El 8 de septiembre, la fuerza aérea israelí respondió bombardeando las bases de la OLP en Siria y Líbano, ataque condenado por el Consejo de Seguridad de la ONU. Una resolución de la ONU que condenaba los sucesos de Múnich, amparada por Estados Unidos, fue rechazada.
El 29 de octubre, un avión de Lufthansa fue secuestrado, exigiendo los terroristas la liberación de los tres integrantes de Septiembre Negro presos en cárceles alemanas. Sus reivindicaciones fueron atendidas por las autoridades germanas, sin consultar al gobierno de Israel.
Los hechos acaecidos en Múnich traerían una espiral de violencia por parte de Israel a fin de dar caza a los supuestos responsables. Tras el ataque a la villa olímpica y la liberación de estos tres terroristas, Golda Meir y el Comité de Defensa Israelí impartieron órdenes secretas al Mossad de matar, dondequiera que se encontrasen, a los once hombres de Septiembre Negro y del Frente Popular para la Liberación de Palestina (FPLP) que planificaron y organizaron la matanza. Para ello, el servicio secreto israelí creó una unidad encubierta que sería ayudada por las células de información israelíes instaladas en Europa. Esta misión se conocería más tarde como Operación Cólera de Dios (Mivtzah Za'am Hael en hebreo).
Gracias a la información capturada a la OLP, y a la facilitada por los servicios de inteligencia europeos aliados, el Mossad elaboró una lista de objetivos encabezada por Wael 'Aadel Zwaiter, un miembro sospechoso de pertenecer a Septiembre Negro y que representaba a la OLP en Italia, quien sería asesinado el 16 de octubre. La muerte de Zwaiter fue seguida de atentados mediante cartas bomba, que no causaron víctimas mortales, contra representantes de la OLP en Argelia y Libia, contra palestinos en Bonn (Alemania) y Copenhague (Dinamarca), y contra un representante de la Cruz Roja en Estocolmo (Suecia).
El 8 de diciembre, el representante de la OLP en París (Francia), Mohammad Hamshiri fue asesinado mediante una bomba activada por control remoto, la cual estaba instalada debajo de su escritorio. En los tres meses siguientes, cuatro integrantes de la OLP y la FPLP fueron asesinados en Chipre, Grecia y París.
El 9 de abril de 1973, Israel lanzó la operación Primavera de Juventud en Beirut, en el Líbano. Los objetivos eran Mohammad Yusuf al Najjar (Abu Yusuf), Kamal Adwan y Kamal Nasser, todos ellos importantes dirigentes de la OLP. Un grupo comando israelí desembarcó en una playa desierta del Líbano, dirigiéndose a Beirut, donde acabaron con la vida de los tres palestinos, cuatro civiles libaneses, tres turistas sirios y un italiano, dejando 29 personas heridas. A continuación, explotaron el cuartel general del FPLP en la ciudad y una fábrica de explosivos de Fatah.
El 28 de junio, el argelino Mohammad Boudia, encargado de las operaciones de Septiembre Negro en Europa, fue asesinado mediante un coche bomba en París.
El 21 de julio de ese año, tuvo lugar el conocido como asunto de Lillehammer, en el que un comando del Mossad asesinó en Lillehammer (Noruega) a Ahmed Bouchiki, un marroquí sin relación con los hechos de Múnich, luego de que un informante el Mossad le confundiera con Ali Hassan Salameh, integrante de Septiembre Negro. Cinco agentes del servicio secreto israelí, incluyendo dos mujeres, fueron capturados por las autoridades noruegas, siendo juzgados y encarcelados. Serían liberados y deportados a Israel. Salameh sería asesinado mediante un coche bomba el 22 de enero de 1979, cuando el servicio secreto israelí diera con su paradero.
El 3 de julio de 2010, Mohammed Daoud Oudeh, alias Abu Daoud, sospechado de ser el autor intelectual de la acción, murió en el Hospital Al-Ándalus de Damasco (Siria) debido a una insuficiencia renal.

## Disculpas del gobierno alemán
En 2022, durante la conmemoración del 50° aniversario de la masacre, el presidente de Alemania, Frank-Walter Steinmeier, pidió formal perdón a las familias de las víctimas por las fallas de seguridad que tuvieron lugar antes, durante y después de los hechos.

## Atletas israelíes muertos en la masacre
- Moshe Weinberg (entrenador de lucha libre)
- Yossef Romano (halterofilista)
- Ze'ev Friedman (halterofilista)
- David Berger (halterofilista)
- Yakov Springer (juez de pesas)
- Eliezer Halfin (luchador)
- Yossef Gutfreund (árbitro de lucha libre)
- Kehat Shorr (entrenador de tiro)
- Mark Slavin (luchador grecorromano)
- Andre Spitzer (entrenador de esgrima)
- Amitzur Shapira (entrenador de atletismo)

## Cultura popular
- 21 horas en Múnich (1976), con William Holden, Franco Nero y Shirley Knight.
- El 23 de diciembre de 2005, se estrenó en Estados Unidos la película Múnich, dirigida por el director de origen judío Steven Spielberg. La cinta, aunque está enfocada en la Operación Cólera de Dios (acción de represalia ordenada en secreto por el gobierno israelí y ejecutada por un grupo de espías del Mossad en contra de los presuntos responsables del ataque que se encontraban en Europa), recrea instantes claves de la masacre. Eric Bana y Daniel Craig la protagonizaron.
- En 1999, se presentó el documental Un día en septiembre, dirigido por Kevin Macdonald, en el que por medio de entrevistas y material periodístico se reconstruyen las 21 horas del evento. En la cinta se escucha por primera vez al único fedayín sobreviviente, Jamal Al-Gashey. Ganó el premio Oscar al mejor largometraje documental en la edición del 2000.
- September 5 (2024) película coescrita y dirigida por Tim Fehlbaum